# Fergus V mac Áedáin
Fergus V mac Áedáin (zm. 692 r.) – król Uí Echach Cobo jako Fergus I mac Áedáin oraz Ulaidu (Ulsteru) z rodu Uí Echach Cobo (boczna linia dynastii Dál nAraidi w zachodniej części hr. Down) od 674 r. do swej śmierci. Syn Áedána mac Mongáin (zm. 616 r.), króla Uí Echach Cobo, w szóstym stopniu potomka Eochaida, eponima linii, syna Cruinda Badrui (Cronda ba Druí), króla Dál nAraidi. Dynastia Dál nAraidi uzyskała tron Ulaidu po długim okresie, od śmierci Congala II Cláena w 637 r. Żadna wzmianka nie podaje przyczyn, dlaczego stał się królem. Był w podeszłym wieku, gdy obejmował tron. Zapewne wówczas przekazał władzę nad Uí Echach Cobo swemu synowi Bressalowi, zmarłemu w 685 r. W 691 r. roczniki rejestrują spustoszenie Cruithni i Ulaidu przez Dál Riatę. W źródłach są rozbieżności co do jego śmierci. Według Roczników Czterech Mistrzów zginął z rąk ludu Uí Echach w 689 r., zaś Roczniki Ulsteru informują nas, że tylko zmarł w 692 r.

## Rodzina
Fergus poślubił Máel Teglaig, córkę Máel Odara (zm. 639 r.), króla Airthir, plemienia Airgialla w hr. Armagh. Ich córka Ériu była żoną Aililla mac Cennfáelad (zm. 702), króla Ciannachta Glenn Geimin (ob. hr. Londonderry). Fergus miał także dwóch synów:
- Máel Cothaig, miał syna:
  - Feidelmid, miał syna:
    - Ailill, miał dwóch synów:
      - Echu (Eochaid) mac Ailella (zm. 801 r.), król Uí Echach Cobo (Cuib)
      - Máel Bressail mac Ailella (zm. 825 r.), król Uí Echach Cobo i Ulaidu
- Bressal (zm. 685 r. na chorobę), król Uí Echach Cobo, miał dwóch synów:
  - Eochaid (zm. 733 r.), król Uí Echach Cobo
  - Conchobar, miał syna:
    - Domnall, miał syna:
      - Blathmac, miał syna:
        - Laigne, miał syna:
          - Aitíth mac Laigne (zm. 898 r.), król Uí Echach Cobo i Ulaidu